# Euploea amethysta
Euploea amethysta är en fjärilsart som beskrevs av Hans Fruhstorfer 1910. Euploea amethysta ingår i släktet Euploea och familjen praktfjärilar. Inga underarter finns listade i Catalogue of Life.